# Kadyki (powiat bartoszycki)
Kadyki (do 1945 r. niem. Arthurswalde) - uroczysko-dawna miejscowość w Polsce położona w województwie warmińsko-mazurskim, w powiecie bartoszyckim, w gminie Bartoszyce.
W 1889 r. był to folwark majątku ziemskiego Galiny i należał do rodziny zu Eulenburg. W 1983 był to PGR Kadyki, ujmowany w spisach z PGR Ciemna Wola. W 1978 r. Kadyki należały do sołectwa Galiny (razem z wsiami Borki Sędrowskie i Galiny, osadą Tynga oraz PGR Ciemna Wola), gmina Bartoszyce. W tamtym okresie PGR był także rodzajem miejscowości, obok wsi, osady i przysiółka.
Miejscowość typu osada istniała do 2011 r., nazwa została urzędowo zniesiona a obszar wcielony do osady Ciemna Wola.